# Macaca tonkeana
Il macaco di Tonkean (Macaca tonkeana Meyer, 1825) è un primate della famiglia Cercopithecidae, endemico dell'isola di Sulawesi (Indonesia).

## Descrizione
Il colore è grigio scuro o nero, tranne le parti posteriori che sono grigio chiaro. Differisce dal cinopiteco e dal macaco nero, che vivono in areali prossimi, anche per il ciuffo sul capo, che è notevolmente più piccolo di quello del cinopiteco (e manca nel macaco nero). La coda è ridotta a un breve troncone.

## Distribuzione e habitat
L'areale è nelle zone centrali e orientali dell'isola Sulawesi (già Celebes).
L'habitat è la foresta pluviale tropicale.

## Biologia

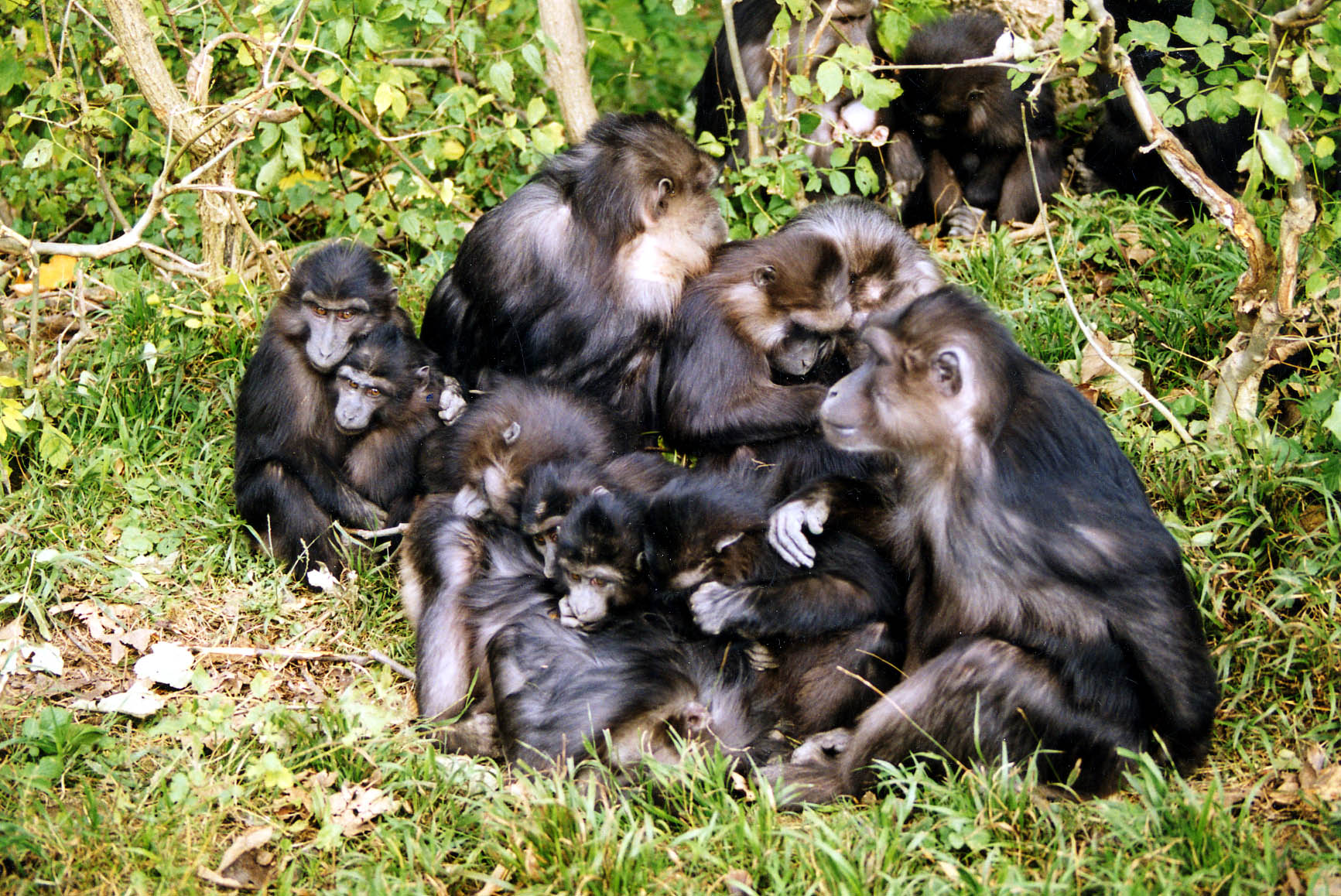
Un gruppo di macachi di Tonkean

L'attività è diurna e si svolge sia al suolo sia sugli alberi.
Forma gruppi che contengono più adulti di ciascun sesso.
Come nel caso degli altri macachi, la dieta è costituita soprattutto di frutta, ma comprende anche altri alimenti vegetali e piccoli animali.
Le modalità riproduttive sono poco note.

## Conservazione
La specie è considerata vulnerabile dalla IUCN per la ristrettezza dell'areale e la distruzione dell'habitat.